# 普林尼陨石坑
普林尼陨石坑(Plinius)是月球正面位于澄海与静海南北交界处的一座撞击坑，约形成于爱拉托逊纪，其名称取自古罗马政治家、博物学者、《自然史》(又译《博物志》)作者盖乌斯·普林尼·塞孔杜斯(即“老普林尼”，公元23-79年)，1935年该名称被国际天文联合会正式批准接受。

## 描述

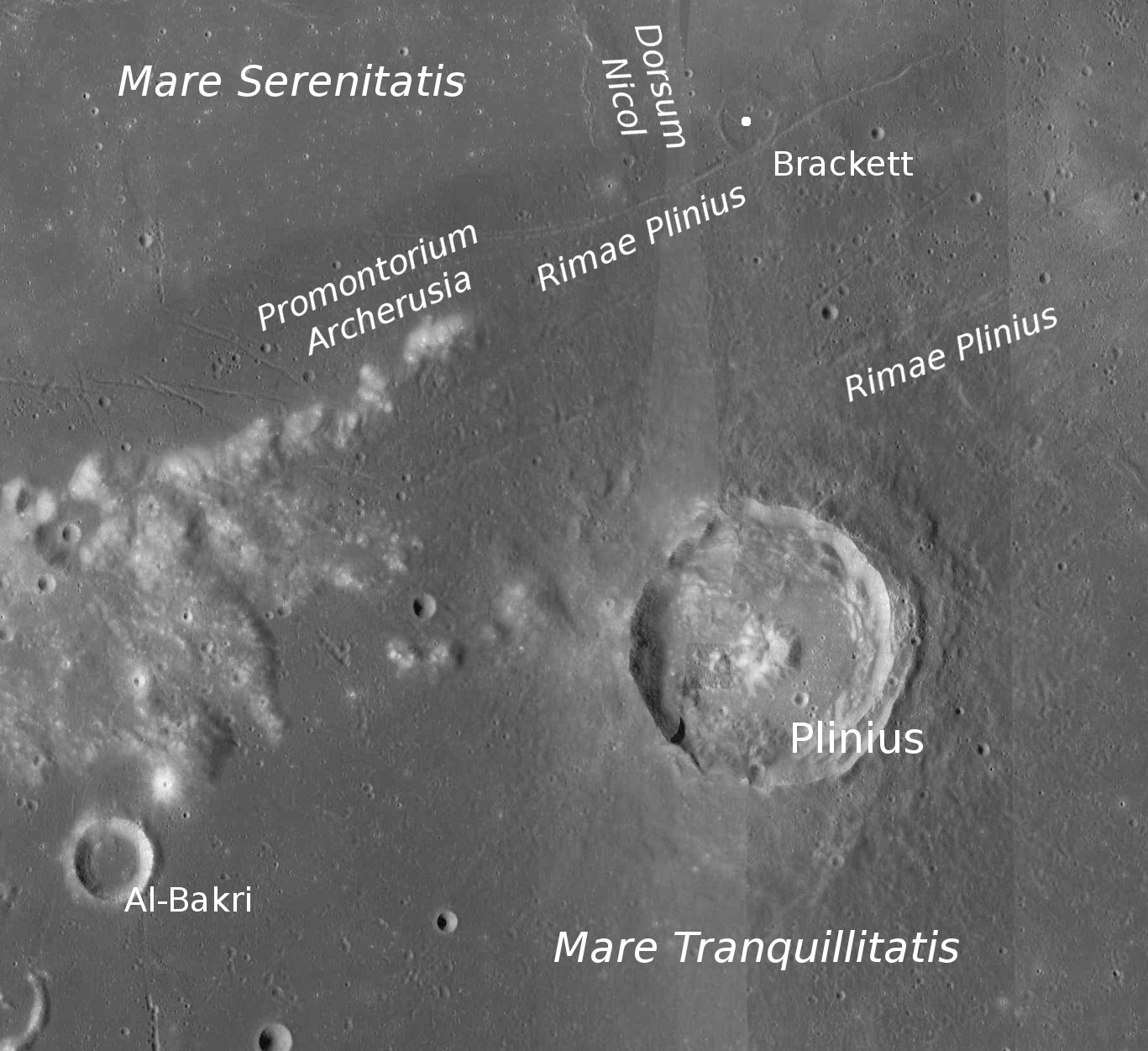
月球勘测轨道飞行器拍摄的区域图

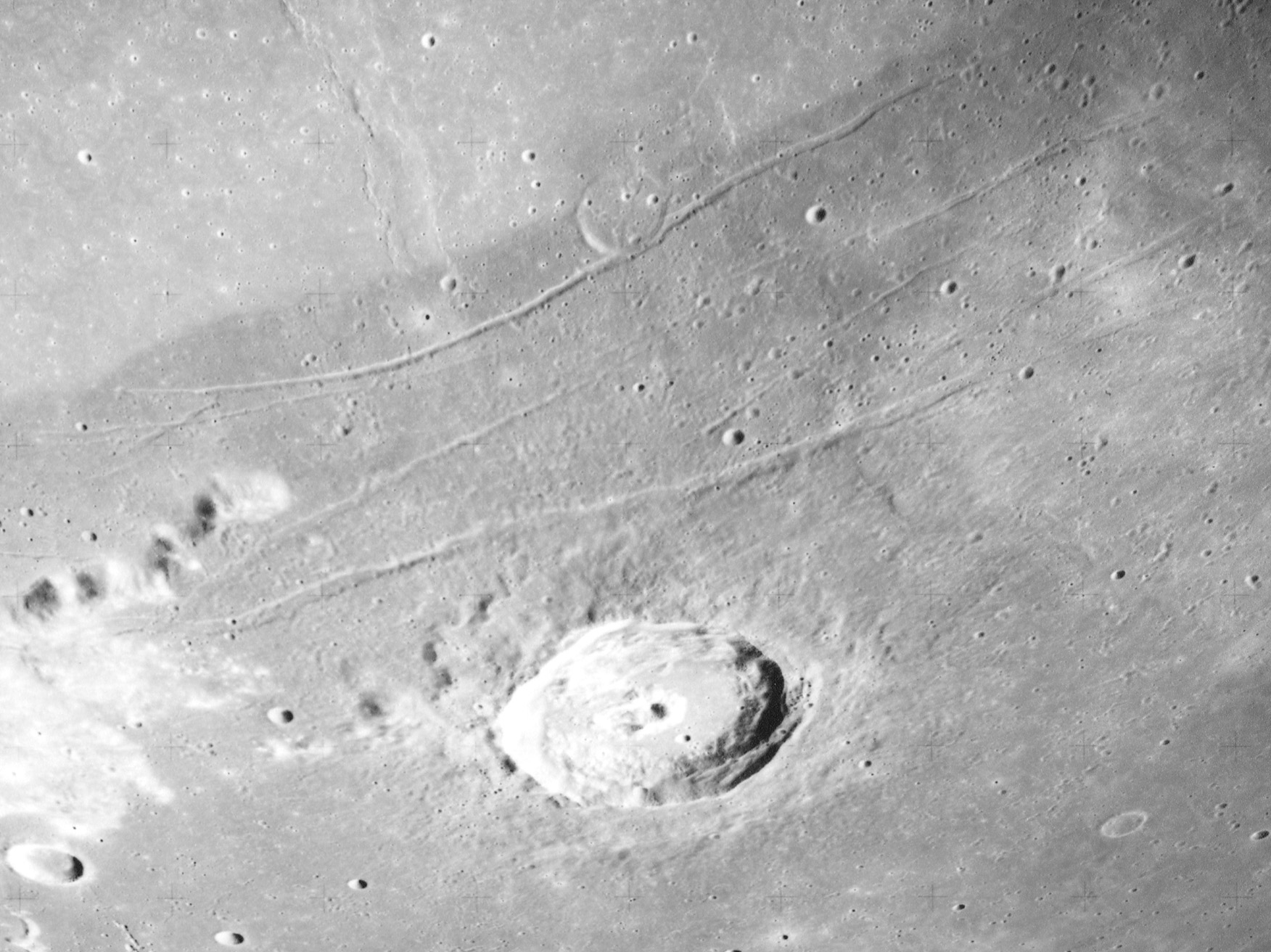
阿波罗17号拍摄的朝南斜视图，显示了普林尼陨石坑和普林尼月溪

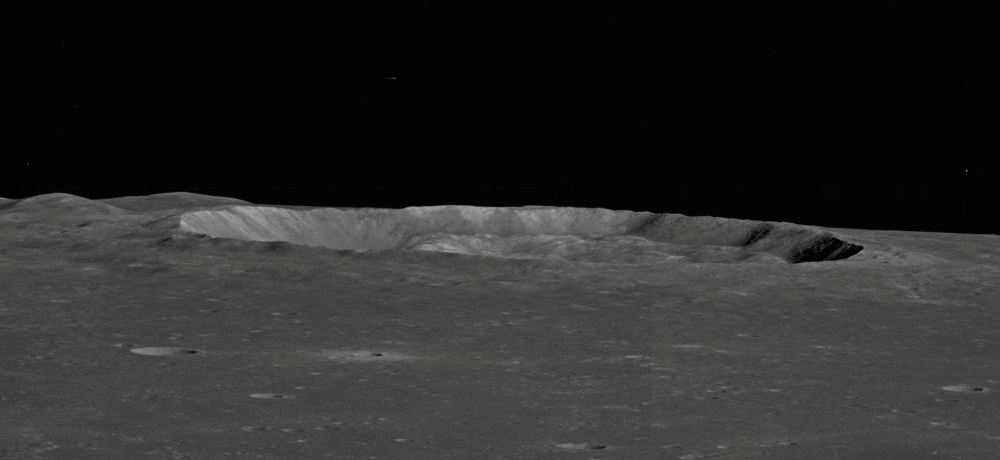
阿波罗10号拍摄的高斜视图，面朝西北。

它的西南偏南是罗斯环形山、西侧坐落着海摩斯山脉和阿巴克里陨石坑、"阿切鲁西亚岬"(Promontorium Archerusia)位于它的西北、东北是道斯陨石坑；正北方横亘着一系列被统称为"普林尼月溪"的直沟和一座小撞击坑-布拉开陨石坑。陨坑的中心月面坐标为15°22′N 23°37′E / 15.36°N 23.61°E，直径41.31公里，深度3.1公里。

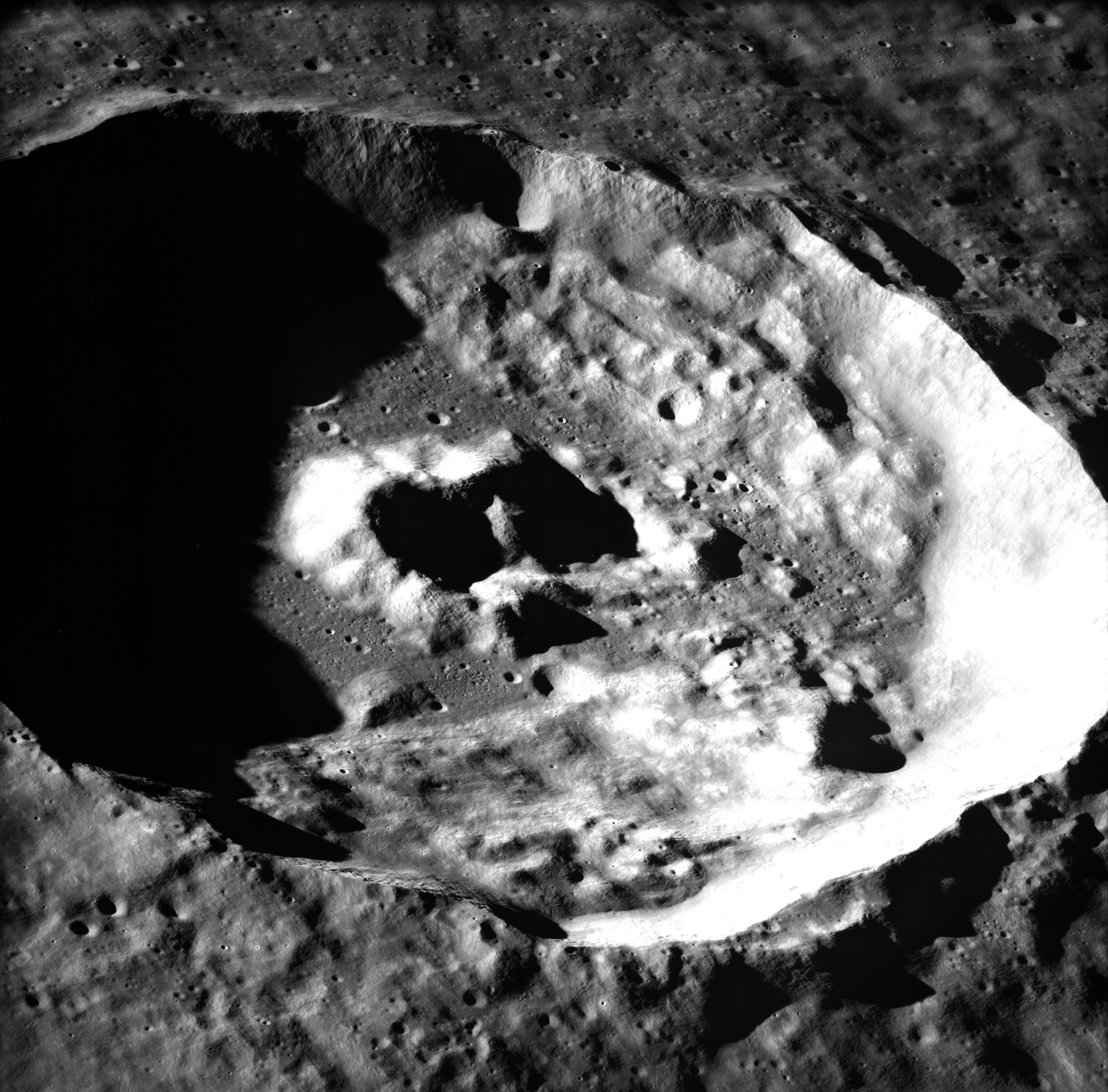
阿波罗17号拍摄的陨坑照片

普林尼陨石坑尖峭的边缘略呈卵状，内侧壁带有阶地结构，外侧垒宽广但不规则，西侧壁峰顶高出周边地形1800米，坑壁平均较周边高1060米、较坑底高3240米。外侧壁被众多深谷切割；南侧坡上一块底边长16-19公里的三角区尤为引人注目。碗形的坑底较周边更亮，地表丘陵起伏，中部是一座高900米的不规则中央峰，峰顶显示有二座陨坑，一道裂缝连接到该山峰的北侧；坑底东部较丘陵般的西部更为平坦光滑。该陨坑没有射纹系统，内部容积约为1400公里³。
与澄海表面相比，普林尼陨石坑内部黝黑并缺少含铁钛的古岩石(钛铁矿)，是月食期间出现温度异常的陨坑之一，其原因是这些陨坑的生成年龄较小，地表岩石上尚未形成能提供隔热作用的表岩屑层。陨坑附近的月壤氦-3含量丰富，未来具有良好的产业开发前景。
该陨坑另一个特征是北部内侧坡上显示的有趣光影-许多类似古埃及神荷鲁斯的形象。

## 月球瞬变现象
在该陨坑曾观察到在阴影下闪现光晕的月球瞬变现象。

## 陨石坑截面图
该图显示了陨坑不同方向上的截面部位，纵向坐标轴(Y轴)单位为英尺，右上方图显示的比例尺單位为米。

## 卫星陨石坑

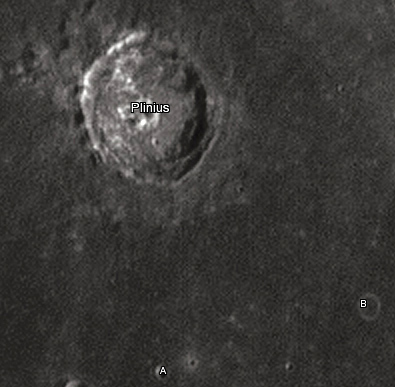
周边陨石坑图

按惯例，最靠近普林尼陨石坑的卫星坑在月图上以字母标注在该坑中心点的旁边。

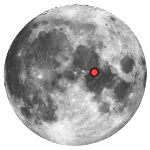
普林尼陨石坑的位置

| 普林尼 | 纬度    | 经度    | 直径   |
| ------ | ------- | ------- | ------ |
| A      | 13.0° N | 24.2° E | 4 公里 |
| B      | 14.1° N | 26.2° E | 5 公里 |